# Dardanelos
Los Dardanelos o estrecho de los Dardanelos (en turco: Çanakkale Boğazı; en griego: Δαρδανέλλια, Dardanellia) es un estrecho ubicado entre Europa y Asia. Es el antiguo Helesponto (Ἑλλήσποντος) de la Grecia clásica. Comunica el mar Egeo con el mar interior de Mármara y su archipiélago. Mide 61 km de longitud, entre 1600 y 6500 m de anchura y tiene una profundidad media de unos 50 m.
Del mismo modo que el estrecho del Bósforo divide la ciudad de Estambul entre los continentes asiático y europeo, el estrecho de los Dardanelos separa Europa (en este caso la península de Galípoli, Gelibolu en turco) y Asia. La principal ciudad que limita con el estrecho es Çanakkale, la cual toma su nombre de sus famosos castillos (kale significa castillo). El nombre de Helesponto con el que era conocido en la Grecia clásica significaba mar de Hele por ser este el lugar en el que, según la mitología griega, Hele cayó mientras huía junto a su hermano Frixo a lomos del carnero del vellocino de oro. El nombre de Dardanelos deriva de Dardania, una antigua ciudad frigia enclavada en la orilla asiática del estrecho.
El estrecho de los Dardanelos es un antiguo valle fluvial hundido durante el cuaternario. Sus costas son poco accidentadas y en él abunda la pesca.

## Toponimia
El nombre turco contemporáneo Çanakkale Boğazı, que significa «Estrecho de Çanakkale», se deriva de la ciudad homónima de tamaño mediano que linda con el estrecho, que en sí significa «Fuerte de cerámica», de Çanak (cerámica) + Kale (fortaleza), en referencia a la famosa cerámica y productos de cerámica de la zona, y la histórica fortaleza otomana de Sultaniye.
El nombre Dardanelos es una abreviatura del estrecho de los Dardanelos. Durante la época otomana había un castillo a cada lado del estrecho. Estos castillos juntos se llamaron Dardanelos, probablemente el nombre de Dardania, una antigua ciudad en la costa asiática del estrecho que a su vez se dice que tomó su nombre de Dárdano, el mítico hijo de Zeus y Electra.
El antiguo nombre griego Ἑλλήσποντος (Hellespontos) significa "Mar de Helle", y era el antiguo nombre del estrecho. Fue nombrado de diversas maneras en la literatura clásica Hellespontium Pelagus, Rectum Hellesponticum y Fretum Hellesponticum. Fue llamado así por Hele, la hija de Atamante, que se ahogó aquí en la mitología del Vellocino de Oro.

## Geografía
Como vía marítima, los Dardanelos conectan varios mares a lo largo del Mediterráneo Oriental, los Balcanes, el Oriente Medio y Eurasia Occidental, y específicamente el mar Egeo con el mar de Mármara. El Mármara se conecta al mar Negro a través del Bósforo, mientras que el Egeo se conecta con el Mediterráneo. Por lo tanto, los Dardanelos permiten conexiones marítimas desde el mar Negro hasta el mar Mediterráneo y el océano Atlántico a través de Gibraltar y el océano Índico a través del canal de Suez, lo que lo convierte en una vía fluvial internacional crucial, en particular para el paso de mercancías que ingresan desde Rusia.

### Morfología presente
El estrecho tiene 61 kilómetros de largo y 1,2 a 6 kilómetros de ancho, con un promedio de 55 metros de profundidad con una profundidad máxima de 103 metros en su punto más estrecho en Nara Burnu, al lado de Çanakkale. Hay dos corrientes principales a través del estrecho: una corriente superficial fluye desde el mar Negro hacia el mar Egeo, y otra corriente profunda, más salina, fluye en la dirección opuesta.
Los Dardanelos son únicos en muchos aspectos. La forma muy estrecha y sinuosa del estrecho es más parecida a la de un río. Se considera una de las vías fluviales más peligrosas, abarrotadas y difíciles del mundo. Las corrientes producidas por la acción de las mareas en el mar Negro y el mar de Mármara son tales que los barcos a vela deben esperar en el anclaje las condiciones adecuadas antes de ingresar a los Dardanelos.

## Historia
El estrecho de los Dardanelos ha tenido un papel estratégico a lo largo de la historia. 
En primer lugar, se considera la posibilidad de que los primeros Homo ergaster llegaran hasta Europa atravesando el estrecho de los Dardanelos, y constituyesen la primera población humana de Europa.[cita requerida]
Además, la antigua ciudad de Troya se hallaba cerca de la entrada oriental del estrecho y la costa asiática del estrecho, y fue el foco de la guerra de Troya. Fue también el escenario de la legendaria historia griega de Hero y Leandro. El ejército aqueménida de Jerjes I y, posteriormente el ejército macedonio de Alejandro Magno, cruzaron los Dardanelos en sentidos opuestos para realizar sus invasiones, en 480 a. C. y en 334 a. C., respectivamente. 
Los Dardanelos fueron vitales para la defensa de Constantinopla durante el período bizantino, y a partir del siglo XIV el estrecho fue controlado prácticamente de manera continua por los turcos. Es un divisor entre Europa y Asia.
Así mismo, durante la I Guerra Mundial tuvo lugar en 1915 la batalla de Galípoli o de los Dardanelos, durante la cual tropas británicas, francesas, australianas y neozelandesas intentaron, sin éxito, arrebatar el control del estrecho a los turcos.

### Épocas griega, persa, romana y bizantina antiguas(anteriores a 1454)

#### Historia griega y persa

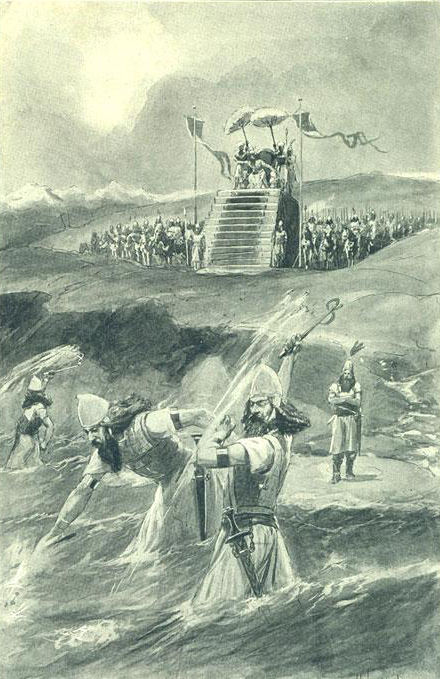
Ilustración artística que representa el supuesto "castigo" de Jerjes al Helesponto.

La antigua ciudad de Troya estaba situada cerca de la entrada occidental del estrecho, y la orilla asiática del estrecho fue el foco de la Guerra de Troya. Troya pudo controlar el tráfico marítimo que entraba por esta vía navegable vital. El ejército aqueménida de Jerjes I de Persia y más tarde el ejército macedonio de Alejandro Magno cruzaron los Dardanelos en direcciones opuestas para invadir las tierras del otro, en 480 a. C. y 334 a. C. respectivamente.
Heródoto cuenta que, hacia 482 a. C., Jerjes I (hijo de Darío) hizo construir dos puentes de pontones a lo ancho del Helesponto en Abydos, para que su enorme ejército pudiera cruzar de Persia a Grecia. Este cruce fue nombrado por Esquilo en su tragedia Los persas como la causa de la intervención divina contra Jerjes.
Según Heródoto (vv.34), ambos puentes fueron destruidos por una tormenta y Xerjes mandó decapitar a los responsables de la construcción de los puentes y los azotó en el propio estrecho. En las Historias de Heródoto vii.33-37 y vii.54-58 se dan detalles de la construcción y el cruce de los puentes de pontones de Jerjes. Se dice que Jerjes "castigó al estrecho", arrojó grilletes al estrecho, le dio trescientos latigazos y lo marcó con hierros al rojo vivo mientras los soldados gritaban al agua.
Heródoto comentó que ésta era una "manera muy presuntuosa de dirigirse al Helesponto", pero en modo alguno atípica de Jerjes. (vii.35)
Se dice que Harpalo el ingeniero ayudó finalmente a los ejércitos invasores a cruzar trincando los barcos con las proas de cara a la corriente y añadiendo dos anclas adicionales a cada barco. 
Desde la perspectiva de la mitología griega antigua Helle, la hija de Athamas, supuestamente se ahogó en los Dardanelos en la leyenda del Vellocino de Oro. Asimismo, el estrecho fue escenario de la leyenda de Hero y Leandro, en la que el enamorado Leandro nadaba el estrecho todas las noches con el fin de tener una cita con su amada, la sacerdotisa Hero, pero finalmente se ahogó en una tormenta.

#### Historia bizantina
Los Dardanelos fueron vitales para la defensa de Constantinopla durante el periodo Bizantino.
Además, los Dardanelos eran una importante fuente de ingresos para el gobernante de la región. En el Museo Arqueológico en Estambul una placa de mármol contiene una ley del Emperador bizantino Anastasio I (491-518 d. C.), que regulaba las tasas por el paso por la aduana de los Dardanelos. Traducción:
... Cualquiera que se atreva a violar estas reglas ya no será considerado como un amigo, y será castigado. Además, el administrador de los Dardanelos debe tener derecho a recibir 50 Litros de oro, para que nunca jamás se violen estas reglas, que hacemos por piedad... ... El distinguido gobernador y mayor de la capital, que ya tiene las dos manos llenas de cosas que hacer, ha recurrido a nuestra altiva piedad para reorganizar la entrada y salida de todos los barcos por los Dardanelos... ... A partir de nuestros días y también en el futuro, quien quiera pasar por los Dardanelos deberá pagar lo siguiente: 

– Todos los comerciantes de vino que traen vino a la capital (Constantinopolis), excepto Cilicians, tienen que pagar a los funcionarios de los Dardanelos 6 follis y 2 sextarius de vino. 

– Del mismo modo, todos los comerciantes de aceite de oliva, legumbres y manteca de cerdo deben pagar a los funcionarios de los Dardanelos 6 follis. Los comerciantes marítimos de Cilicia tienen que pagar 3 follis y, además, 1 keration (12 follis) para entrar y 2 keration para salir.

– Todos los comerciantes de trigo tienen que pagar a los funcionarios 3 follis por modius, y una suma adicional de 3 follis al salir.
Desde el siglo XIV, los Dardanelos han estado controlados casi continuamente por los turcos.

### Época otomana (1354-1922)

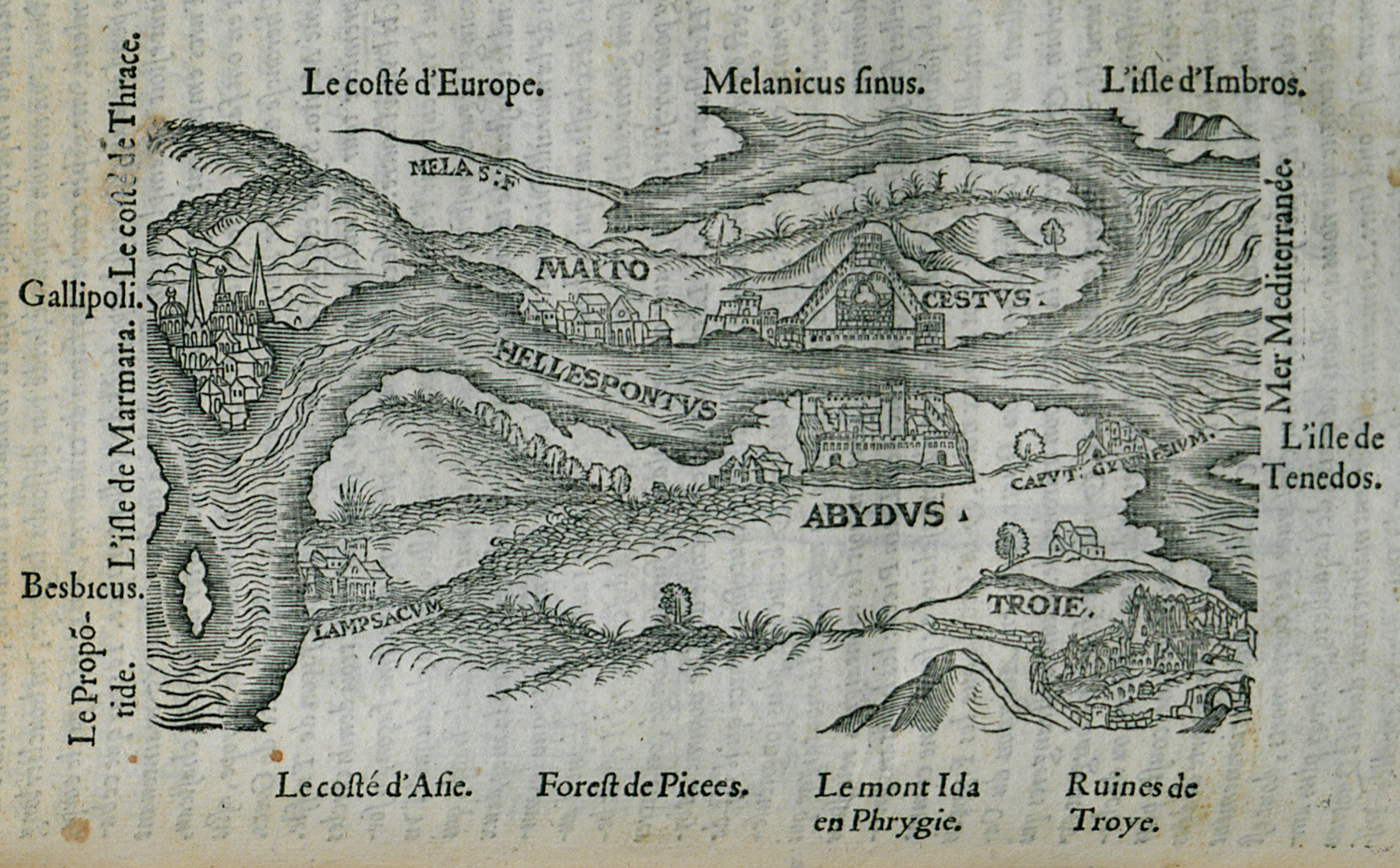
1554 mapa de los Dardanelos en Observaciones de Belon.

Los Dardanelos siguieron constituyendo una importante vía navegable durante el periodo del Imperio Otomano, que conquistó Galípoli en 1354.
El control otomano del estrecho continuó en gran medida sin interrupción ni desafíos hasta el siglo XIX, cuando el Imperio inició su declive.

#### SigloXIX
Durante el siglo XIX, el control del estrecho o la garantía de acceso al mismo se convirtieron en objetivos clave de la política exterior del Imperio ruso. Durante las Guerras Napoleónicas, Rusia -apoyada por Gran Bretaña en la Operación de los Dardanelos- bloqueó el estrecho en 1807. 
En 1833, tras la derrota del Imperio Otomano en la Guerra Ruso-Turca de 1828-1829, Rusia presionó a los otomanos para que firmaran el Tratado de Hunkiar Iskelesi-que exigía el cierre de los estrechos a los buques de guerra de potencias no pertenecientes al Mar Negro a petición de Rusia. Esto habría dado a Rusia vía libre en el Mar Negro.
Este tratado alarmó al Imperio Otomano, que temía que las consecuencias del posible expansionismo ruso en las regiones del Mar Negro y el Mediterráneo pudieran entrar en conflicto con sus propias posesiones e intereses económicos en la región. En la Convención del Estrecho de Londres de julio de 1841, el Reino Unido, Francia, Austria y Prusia presionaron a Rusia para que aceptara que sólo los buques de guerra turcos pudieran atravesar los Dardanelos en tiempos de paz. Posteriormente, el Reino Unido y Francia enviaron sus flotas a través de los estrechos para defender el frente del Danubio y atacar la Península de Crimea durante la Guerra de Crimea de 1853-1856, pero lo hicieron como aliados del Imperio Otomano. Tras la derrota de Rusia en la guerra de Crimea, el Congreso de París de 1856 reafirmó formalmente el Convenio de Londres sobre el Estrecho. Siguió técnicamente en vigor en los siglos XX y XXI.

#### Primera Guerra Mundial

1915 Desembarco de tropas francesas en Moudros (isla de Lemnos) durante la Campaña de Gallipoli.

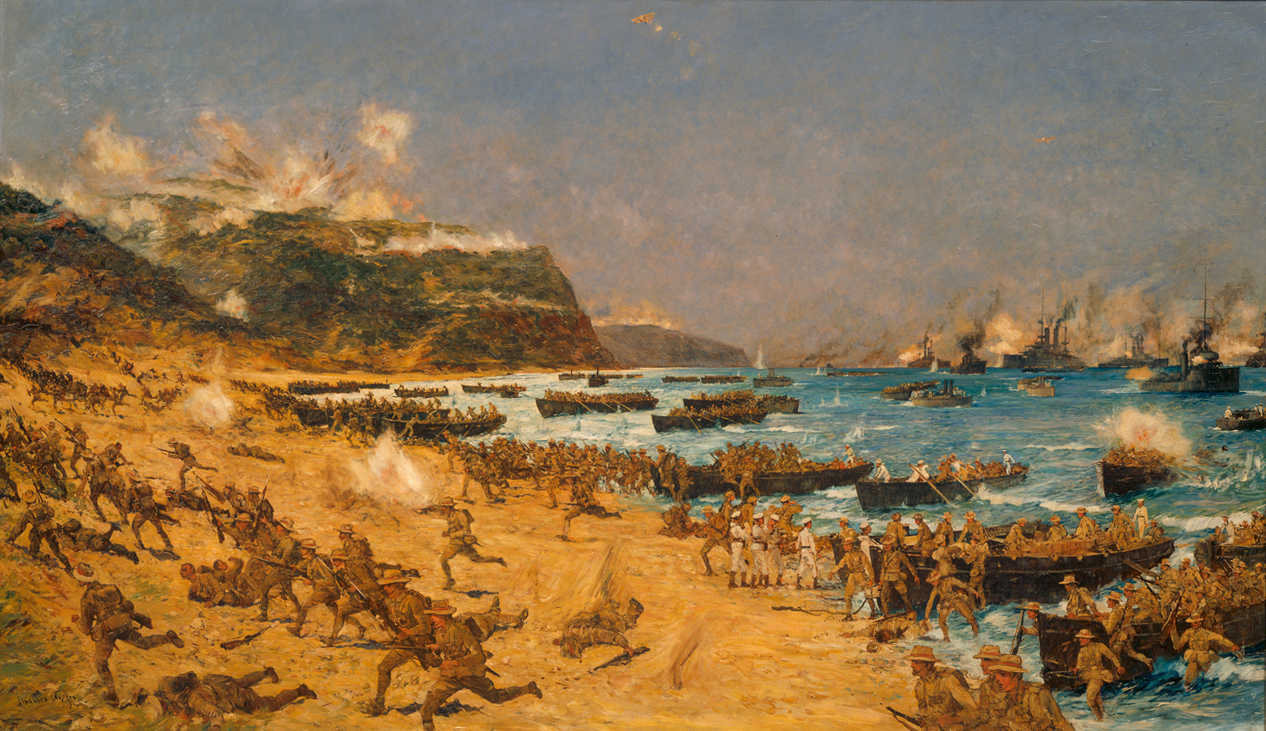
Desembarco en Gallipoli en abril de 1915.

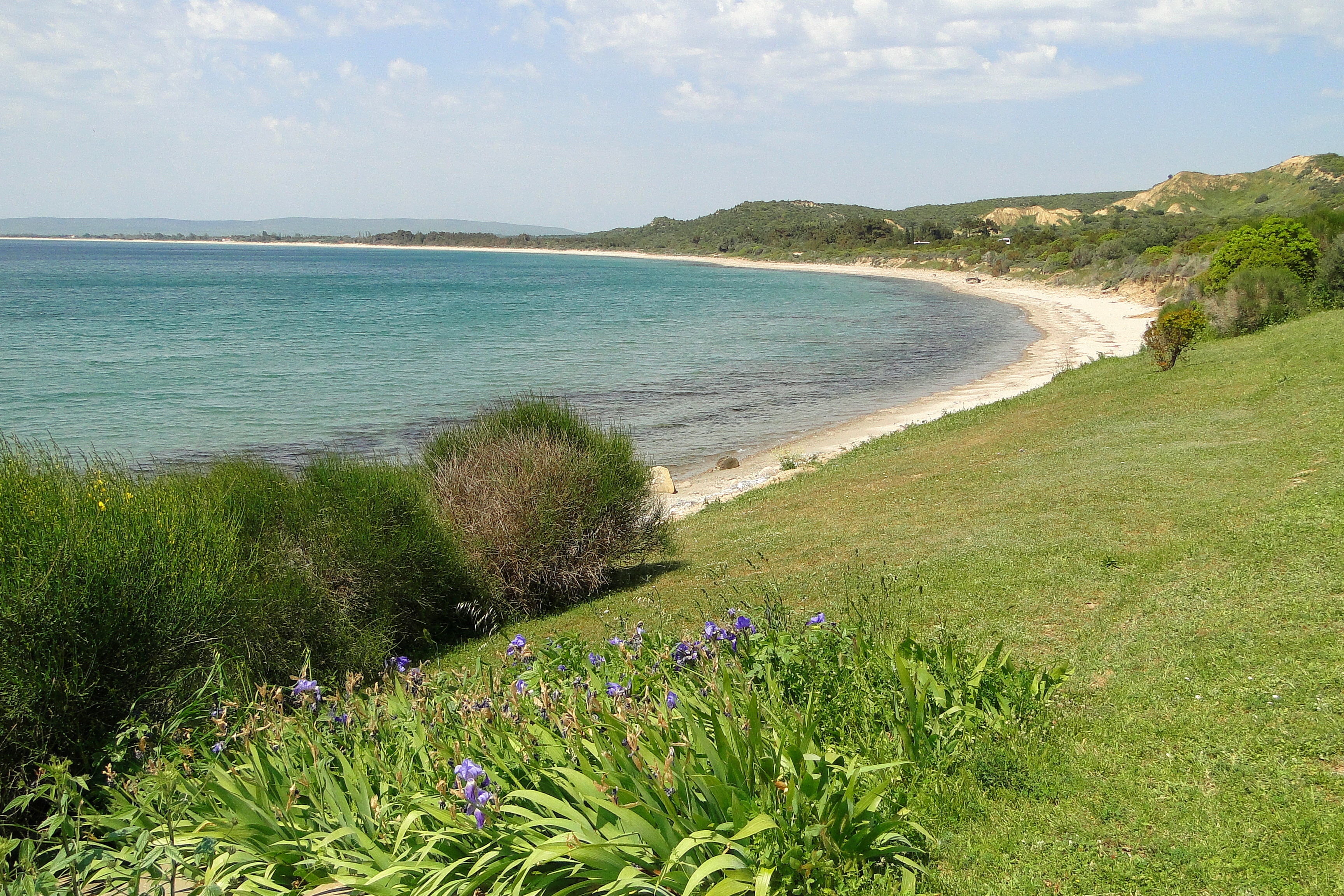
La ensenada Anzac.

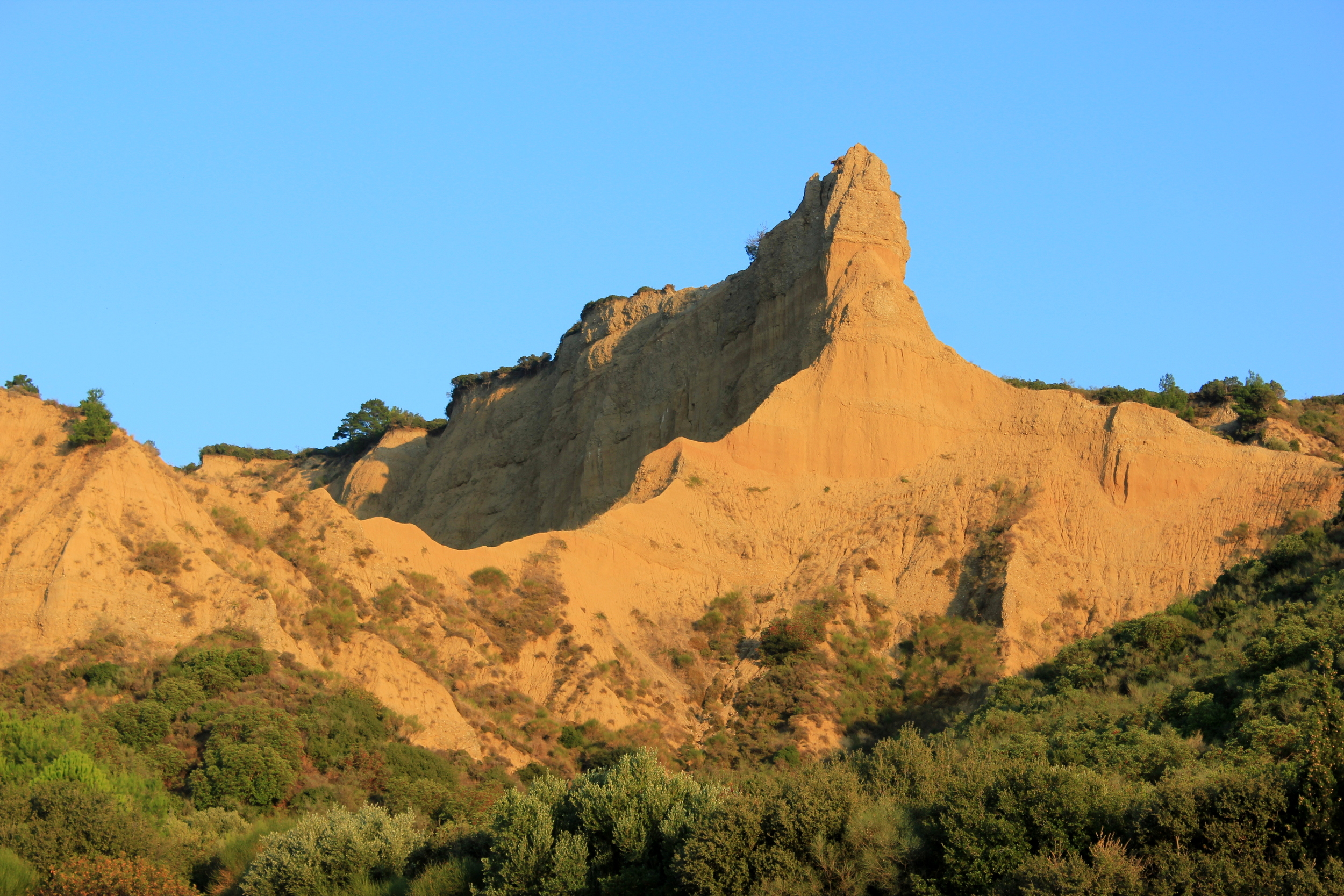
La Esfinge con vistas a Anzac Cove.

En 1915, los Aliados enviaron una importante fuerza de invasión de tropas británicas, indias, australianas, neozelandesas, francesas y de Terranova para intentar abrir el estrecho. En la campaña de Galípoli, las tropas turcas atraparon a los aliados en las costas de la península de Galípoli. La campaña perjudicó la carrera de Winston Churchill, entonces Primer Lord del Almirantazgo (en el cargo 1911-1915), que había promovido con entusiasmo el uso (infructuoso) del poder marítimo de la Royal Navy para forzar la apertura del estrecho. Mustafa Kemal Atatürk, posterior fundador de la República de Turquía, sirvió como comandante otomano durante la campaña terrestre.
Los turcos minaron los estrechos para impedir que los barcos aliados penetraran en ellos pero, en acciones menores, dos submarinos, uno británico y otro australiano, lograron penetrar los campos de minas. El submarino británico hundió un obsoleto baco de guerra turco frente al Cuerno de Oro de Estambul. La Fuerza Expedicionaria Mediterránea de Sir Ian Hamilton fracasó en su intento de capturar la península de Galípoli, y el gabinete británico ordenó su retirada en diciembre de 1915, tras ocho meses de combates. El total de muertos aliados fue de 43.000 británicos, 15.000 franceses, 8.700 australianos, 2.700 neozelandeses, 1.370 indios y 49 terranovas. El total de muertos turcos fue de unos 60.000.
Tras la guerra, el Tratado de Sèvres de 1920 desmilitarizó el estrecho y lo convirtió en territorio internacional bajo el control de la Sociedad de Naciones. Los territorios no étnicamente turcos del Imperio Otomano fueron divididos y repartidos entre las potencias aliadas, y se limitó la jurisdicción turca sobre el estrecho.